# Idaea vagula
Idaea vagula là một loài bướm đêm trong họ Geometridae.